# Ralph Alpher
Ralph Asher Alpher (Washington, D.C., 3 de fevereiro de 1921 — Austin, 12 de agosto de 2007) foi um físico e cosmólogo estadunidense.

## Carreira
Alpher era considerado um prodígio, e com dezesseis anos foi-lhe oferecida uma bolsa de estudos no MIT, que lhe foi posteriormente retirada, possivelmente pela descoberta de que era judeu. Em vez disso, freqüentou a Universidade George Washington, onde encontrou George Gamov, na época professor da universidade, que o acolheu como estudante de doutorado.
Alpher é mais conhecido pela sua predição da radiação cósmica de fundo em micro-ondas em 1948, juntamente com George Gamov e Robert Herman, e pela Teoria Alpher-Bethe-Gamov que ele desenvolveu com Gamov e publicou em um importante artigo em 1948.

## Teoria da nucleossíntese do Big Bang
A dissertação de Alpher em 1948 tratou de um assunto que veio a ser conhecido como nucleossíntese do Big Bang. O Big Bang foi o termo pitoresco cunhado por Fred Hoyle na transmissão de rádio do Terceiro Programa da BBC em 28 de março de 1949 para descrever o modelo cosmológico do universo como se expandindo em seu estado atual a partir de uma condição primordial de enorme densidade e temperatura. Demorou duas décadas para que a expressão Big Bang se popularizasse, e Hoyle nunca a usou de forma pejorativa. Nucleossínteseé a explicação de como elementos mais complexos são criados a partir de elementos simples nos momentos que se seguem ao Big Bang. Logo após o Big Bang, quando a temperatura estava extremamente alta, se quaisquer partículas nucleares, como nêutrons e prótons, se unissem (sendo mantidas juntas pela força nuclear atrativa ), seriam imediatamente quebradas pelos fótons de alta energia quanta de luz) presentes em alta densidade. Em outras palavras, nessa temperatura extremamente alta, a energia cinética dos fótons superaria a energia de ligação da força nuclear forte. Por exemplo, se um próton e um nêutron se uniram (formando deutério), seria imediatamente quebrado por um fóton de alta energia. No entanto, com o passar do tempo, o universo se expandiu e esfriou e a energia média dos fótons diminuiu. Em algum ponto, cerca de um segundo após o Big Bang, a força atrativa da atração nuclear começaria a vencer os fótons de baixa energia e os nêutrons e os prótons começariam a formar núcleos de deutério estáveis. Conforme o universo continuou a se expandir e esfriar, partículas nucleares adicionais se ligariam a esses núcleos leves, construindo elementos mais pesados, como o hélio, etc.
Alpher argumentou que o Big Bang criaria hidrogênio, hélio e elementos mais pesados nas proporções corretas para explicar sua abundância no início do universo. A teoria de Alpher e Gamow propôs originalmente que todos os núcleos atômicos são produzidos pela captura sucessiva de nêutrons, uma unidade de massa por vez. No entanto, estudos posteriores desafiaram a universalidade da teoria de captura sucessiva, uma vez que nenhum elemento foi encontrado com um isótopo estável com massa atômica de cinco ou oito, dificultando a produção de elementos além do hélio. Foi eventualmente reconhecido que a maioria dos elementos pesados observados no universo atual são o resultado da nucleossíntese estelar em estrelas, uma teoria amplamente desenvolvida por Hans Bethe , William Fowler e Subrahmanyan Chandrasekhar. Bethe fora uma adição de última hora ao comitê examinador da dissertação de Alpher.
Como a dissertação de Alpher foi considerada inovadora, mais de 300 pessoas compareceram à defesa da dissertação, incluindo a imprensa, e artigos sobre suas previsões e um cartoon de Herblock apareceram nos principais jornais. Isso era bastante incomum para uma tese de doutorado.
Mais tarde, no mesmo ano, em colaboração com Robert Herman, Alpher previu a temperatura da radiação residual conhecida como radiação cósmica de fundo em micro-ondas, resultante do hipotético Big Bang. No entanto, as previsões de Alpher sobre a radiação cósmica de fundo foram mais ou menos esquecidas até que foram redescobertas por Robert Dicke e Yakov Zel'dovich no início dos anos 1960. A existência da radiação cósmica de fundo e sua temperatura foram medidas experimentalmente em 1964 por dois físicos que trabalhavam para os Laboratórios Bell em Nova Jersey, Arno Penzias e Robert Wilson, que recebeu o prêmio Nobel de física por este trabalho em 1978.
Elementos da dissertação independente de Alpher foram publicados pela primeira vez em 1º de abril de 1948 na Physical Review com três autores: Alpher, Hans Bethe e Gamow.  Embora seu nome apareça no papel, Bethe não teve parte direta no desenvolvimento da teoria, embora mais tarde ele tenha trabalhado em tópicos relacionados; Gamow adicionou seu nome para fazer a lista de autores Alpher, Bethe, Gamow, um trocadilho com alpha', beta, gamma ( α, β, γ ), as três primeiras letras do alfabeto grego. Gamow brincou dizendo que "Houve, no entanto, um boato de que mais tarde, quando a teoria alfa, beta, gama foi temporariamente às rochas, Bethe considerou seriamente mudar seu nome para Zacharias". Ao se referir a Robert Herman, ele escreveu: "RC Herman, que teimosamente se recusa a mudar seu nome para Delter." Alpher temia que o humor gerado por Gamow pudesse ter obscurecido seu próprio papel crítico no desenvolvimento da teoria. Com o prêmio da Medalha Nacional de Ciência de 2005, o trabalho original de Alpher sobre a nucleossíntese e a previsão da radiação cósmica de fundo em microondas foi reconhecido. Neil deGrasse Tyson foi fundamental em uma recomendação do comitê da NSF (comunicação pessoal com o Dr. Victor S. Alpher, 26 de julho de 2007).
Alpher e Robert Herman foram agraciados com a Medalha Henry Draper da National Academy of Sciences em 1993. Eles também foram agraciados com o Prêmio Magalhães da Sociedade Filosófica Americana em 1975, o prêmio de Física Georges Vanderlinden da Academia Belga de Ciências , como bem como prêmios significativos da Academia de Ciências de Nova York e do Franklin Institute da Filadélfia. Dois prêmios Nobel de física foram concedidos por trabalhos empíricos relacionados à radiação cósmica de fundo - em 1978 para Arno Penzias e Robert Wilson e em 2006 para John Mather e George Smoot. Alpher e Herman (o último, postumamente) publicaram seu próprio relato de seu trabalho em cosmologia em 2001, Genesis of the Big Bang (Oxford University Press). Publicado como livro comercial, recebeu pouca promoção ou vendas na primeira edição.

## Premiações
Ele foi eleito membro da American Academy of Arts and Sciences em 1986. Em 2005, Alpher foi premiado com a Natoinal Medal of Science. A citação para o prêmio diz "Por seu trabalho sem precedentes nas áreas de nucleossíntese, pela previsão de que a expansão do universo deixa para trás a radiação de fundo e por fornecer o modelo para a teoria do Big Bang". A medalha foi entregue a seu filho, Dr. Victor S. Alpher, em 27 de julho de 2007 pelo presidente George W. Bush, pois seu pai não poderia viajar para receber o prêmio.

## Morte
Ralph Alpher morreu após uma doença prolongada em 12 de agosto de 2007. Ele estava com a saúde debilitada desde a queda e fratura do quadril em fevereiro de 2007.